# Bogdan Chmel'nickij (vulcano)
Il Bogdan Chmel'nickij (in russo Богдан Хмельницкий?; in giapponese 散布山?, Minamichirippu, letteralmente "Chirip meridionale") è un vulcano attivo situato sull'isola di Iturup, nella Isole Curili meridionali (Russia). Appartiene al distretto Kuril'skij dell'oblast' di Sachalin.

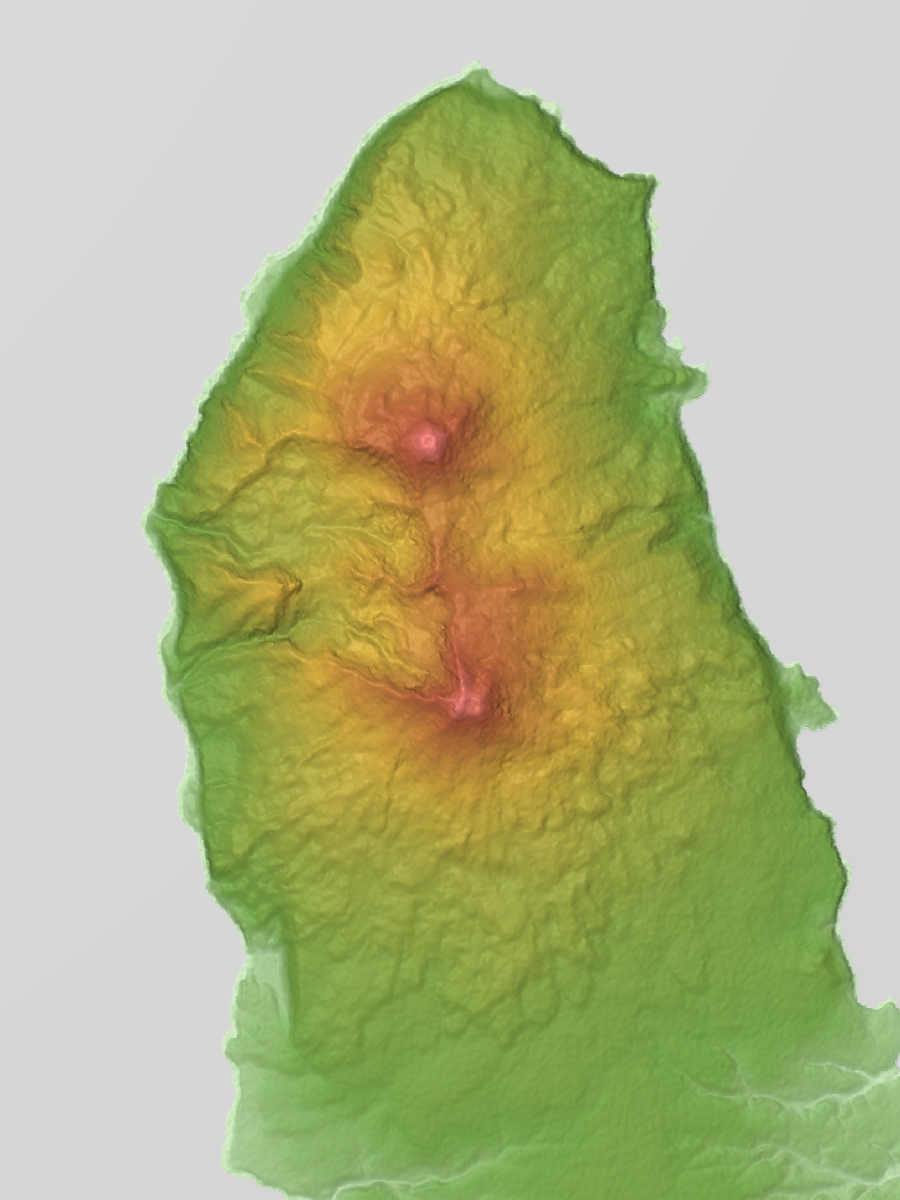
I vulcani Čirip (in alto) e il Bogdan Chmel'nickij (al centro).

Il suo nome deriva dallo statista etmano ucraino Bohdan Chmel'nyc'kyj (1596-1657).
Si tratta di uno stratovulcano che risale all'Olocene. È composto principalmente da basalti. Ha un'altezza di 1587 m. Si trova sulla penisola che si protende verso nord nella parte centrale dell'isola, a nord della città di Kuril'sk.  Il vulcano gemello Čirip è a 4 km in direzione nord.
Sono note le eruzioni del 1843 e del 1860. In tempi recenti si registra solo attività fumarolica.